# Okagaki (Fukuoka)
Okagaki (jap. 岡垣町 Okagaki-machi) ist eine Gemeinde im Landkreis Onga in der Präfektur Fukuoka, Japan.

## Angrenzende Städte und Gemeinden
- Munakata
- Ashiya
- Onga